# Roberto Cabral
Roberto Raul Cecilio Cabral (nacido en la ciudad de Córdoba, Argentina, el 18 de junio de 1952) es un exfutbolista argentino. Jugaba en la posición de delantero.

## Carrera
Cabral hizo su debut en Primera, en 1970. En dos temporadas con el calamar demostró capacidad goleadora siendo muy joven, lo que lo llevó a ser convocado a la selección Argentina que disputó los Juegos Panamericanos de 1971. En el torneo Metropolitano 1971 marcó 18 tantos; pero la campaña de su equipo fue mala y culminó en la pérdida de la categoría. En el partido disputado el 28 de marzo, le convirtió cuatro goles a Argentinos Juniors, en un clásico que finalizó 5-1. A partir del descenso de Platense, dejó la institución, siendo adquirido su pase por el Huracán de César Menotti,  En el Globo fue suplente, no pudiendo progresar en su nivel, convirtiendo sólo 6 goles en el año. En 1973 es contratado por Rosario Central, por expreso pedido de Ángel Tulio Zof, cuya insistencia por tener al futbolista fue tal que en la operación quedaron incluidos Jorge Carrascosa y Alberto Fanesi como parte de pago. Su debut en el canalla se produjo en el Metropolitano 1973, torneo en el que marcó 8 goles en 19 encuentros. En el Nacional, y con la llegada de Carlos Griguol al cargo de entrenador, reafirmó su juego y fue pieza fundamental para la obtención del título, incluyendo el gol que aseguró el campeonato ante San Lorenzo de Almagro en el Estadio Monumental, el 29 de diciembre. 

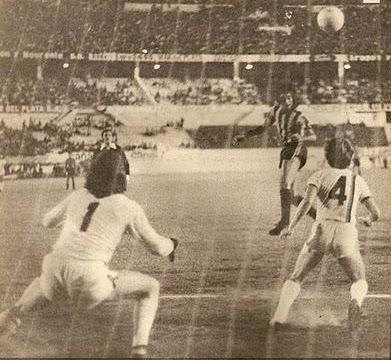
El gol de Cabral que aseguró el título del Nacional 1973 para Rosario Central.

En 1974, con la incorporación de Mario Kempes mostró otra faceta en su juego, la de asistidor, ya que además de convertir 26 goles ese año fue partícipe en muchos de los 33 tantos que marcó el Matador. El restante integrante de esa delantera fue Ramón Bóveda, excelente puntero derecho, mientras que Aldo Poy se retrasó definitivamente unos metros en la cancha para generar juego. En ese 1974 Central fue subcampeón de ambos torneos, pero ganó un triangular clasificatorio a la Copa Libertadores de 1975 frente a Newell's y San Lorenzo. En dicha copa, Central eliminó a su eterno rival en partido desempate de la primera fase, llegando hasta la semifinal del torneo. Su paso por Central se resume en números con 117 partidos jugados y 45 goles marcados (18 encuentros y 6 goles fueron por Copa Libertadores), consiguiendo un título. El rival que más sufrió sus goles fue Vélez Sarsfield, al que le convirtió 7 veces. En los clásicos vulneró la valla de Newell's en 6 ocasiones: una en 1973 (el 31 de octubre, empate en uno), cuatro en 1974 (el 26 de febrero, derrota 2-4; el 28 de abril, triunfo 3-0; el 4 de diciembre, empate 2-2; el 30 de ese mes, triunfo 2-0) y otra en 1975 (el 21 de marzo, empate en uno, por la Copa Libertadores).

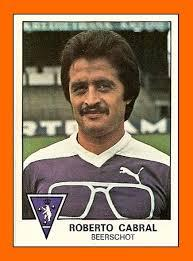
En Beerschot

A mediados de 1975 fue transferido a Beerschot de Amberes, Bélgica. En este equipo se desempeñó durante tres temporadas, disputando 80 encuentros y convirtiendo 22 goles. Si bien su equipo realizó campañas de mitad de tabla, los buenos rendimientos de Cabral fueron apreciados por Lille de Francia, quien lo incorporó en 1978. Allí estuvo también tres temporadas, totalizando 98 partidos jugados y 29 goles.

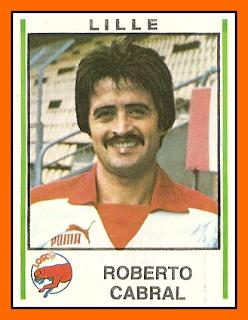
En Lille

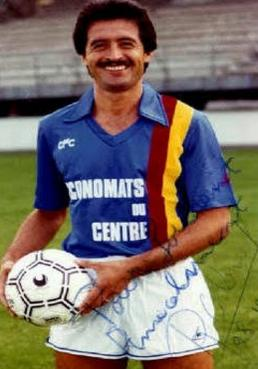
En Clermont

En 1981 retornó a Argentina, vistiendo la camiseta de Independiente durante sólo cuatro partidos; tuvo un breve paso por Atlas de Guadalajara en México, para luego volver a Platense, su club de origen, por dos temporadas. En 1984 se incorporó nuevamente al fútbol francés; esta vez lo hizo en Clermont, que jugaba en la tercera división del fútbol galo. Defendió esta casaca cuatro años, siendo considerado uno de los mejores futbolistas en la historia del club. En su última temporada fue campeón regional.
Luego de su retiro del fútbol, se dedicó a la conducción técnica, principalmente en las divisiones juveniles del Lille, incluyendo una etapa en Mouscron de Bélgica, club filial de Lille en ese momento. Tuvo a fines de la década de 1990 un paso por el primer equipo de Soissons FC, club de la División d'Honneur.

## Clubes
| Club                 | País      | Año       |
| -------------------- | --------- | --------- |
| Platense             | Argentina | 1970-1971 |
| Huracán              | Argentina | 1972      |
| Rosario Central      | Argentina | 1973-1975 |
| Beerschot            | Bélgica   | 1975-1978 |
| Lille                | Francia   | 1978-1981 |
| Independiente        | Argentina | 1981      |
| Atlas de Guadalajara | México    | 1981-1982 |
| Platense             | Argentina | 1982-1983 |
| Clermont Foot        | Francia   | 1984-1988 |

## Selección nacional
Integró el plantel que afrontó los Juegos Panamericanos de 1971, disputados en Colombia, y obteniendo la medalla dorada. Cabral convirtió dos goles en la primera fase: el 1 de agosto ante Estados Unidos (3-0), y el 5 de ese mismo mes ante Haití (1-1). Ambos partidos se disputaron en Tuluá.

### Participaciones en Selección Argentina
| Torneo                       | Sede     | Resultado | Goles |
| ---------------------------- | -------- | --------- | ----- |
| Juegos Panamericanos de 1971 | Colombia | Campeón   | 2     |

## Palmarés

### Campeonatos internacionales
| Título               | Equipo              | País     | Año  |
| -------------------- | ------------------- | -------- | ---- |
| Juegos Panamericanos | Selección Argentina | Colombia | 1971 |

### Campeonatos nacionales
| Título           | Equipo                | País      | Año    |
| ---------------- | --------------------- | --------- | ------ |
| Primera División | C. A. Rosario Central | Argentina | N-1973 |

### Campeonatos regionales
| Título                     | Equipo   | País    | Año  |
| -------------------------- | -------- | ------- | ---- |
| Liga de Fútbol de Auvergne | Clermont | Francia | 1988 |